# Anthony Zerbe
Anthony Jared Zerbe (Long Beach, California, 20 de mayo de 1936) es un actor estadounidense de cine, teatro y televisión, ganador de un premio Emmy. Sus papeles cinematográficos notables incluyen a Matthias en The Omega Man, una adaptación cinematográfica de 1971 de la novela de Richard Matheson de 1954 Soy leyenda; como un apostador corrupto en Adiós, muñeca; como Abner Devereaux en Kiss meets the Phantom of the park; como el villano Milton Krest en la película de James Bond License to Kill; Rosie en The Turning Point; Roger Stuart en The Dead Zone; el almirante Dougherty en Star Trek: Insurrection y el consejero Hamann en The Matrix Reloaded y The Matrix Revolutions. Su última aparición en cine se dio en la película de comedia negra estadounidense American Hustle en 2013.

## Filmografía

### Cine
| Año  | Título                               | Personaje                      | Notas                  |
| ---- | ------------------------------------ | ------------------------------ | ---------------------- |
| 1967 | Cool Hand Luke                       | "Dog Boy"                      |                        |
| 1967 | Will Penny                           | "Dutchy"                       |                        |
| 1970 | The Molly Maguires                   | Dougherty                      |                        |
| 1970 | The Liberation of L.B. Jones         | Willie Joe Worth               |                        |
| 1970 | They Call Me Mister Tibbs!           | Rice Weedon                    |                        |
| 1971 | The Omega Man                        | Jonathan Matthias              |                        |
| 1972 | The Hound of the Baskervilles        | Dr. John Mortimer              | Película de televisión |
| 1972 | The Strange Vengeance of Rosalie     | Fry                            |                        |
| 1972 | The Life and Times of Judge Roy Bean | The Hustler                    |                        |
| 1973 | Papillon                             | Toussaint                      |                        |
| 1973 | She Lives!                           | "Dr. W"                        | Película de televisión |
| 1973 | Carola                               | Campan                         | Película de televisión |
| 1973 | The Laughing Policeman               | Steiner                        |                        |
| 1974 | The Parallax View                    | Profesor Nelson Schwartzkopf   | No acreditado          |
| 1975 | Farewell, My Lovely                  | Laird Brunette                 |                        |
| 1975 | Rooster Cogburn                      | "Breed"                        |                        |
| 1977 | The Turning Point                    | Rosie                          |                        |
| 1978 | Child of Glass                       |                                | Película de televisión |
| 1978 | Who'll Stop the Rain                 | Antheil                        |                        |
| 1978 | Kiss Meets the Phantom of the Park   | Abner Devereaux                |                        |
| 1980 | Attica                               | William Kunstler               | Película de televisión |
| 1980 | The First Deadly Sin                 | Cap. Broughton                 |                        |
| 1981 | Soggy Bottom, U.S.A.                 | Morgan                         |                        |
| 1983 | Return of the Man from U.N.C.L.E.    | Justin Sepheran                |                        |
| 1983 | The Dead Zone                        | Roger Stuart                   |                        |
| 1986 | Off Beat                             | Sr. Wareham                    |                        |
| 1986 | Opposing Force                       | Becker                         |                        |
| 1987 | P.I. Private Investigations          | Charles Bradley, padre de Joey |                        |
| 1987 | Steel Dawn                           | Damnil                         |                        |
| 1989 | Listen to Me                         | Senador McKellar               |                        |
| 1989 | See No Evil, Hear No Evil            | Sutherland                     |                        |
| 1989 | Licence to Kill                      | Milton Krest                   |                        |
| 1997 | Touch                                | Padre Donahue                  |                        |
| 1998 | Star Trek: Insurrection              | Almirante Matthew Dougherty    |                        |
| 1999 | True Crime                           | Henry Lowenstein               |                        |
| 2003 | Behind the Broken Words              |                                |                        |
| 2003 | The Matrix Reloaded                  | Councillor Hamann              |                        |
| 2003 | The Matrix Revolutions               | Councillor Hamann              |                        |
| 2007 | Veritas, Prince of Truth             | Porterfield                    |                        |
| 2013 | American Hustle                      | Senador Horton Mitchell        |                        |
| 2014 | Six Dance Lessons in Six Weeks       | Sr. Crumwald                   |                        |
| 2016 | The Investigation                    | Ash                            |                        |

### Televisión
| Año           | Título                       | Personaje                                                           | Notas                                    |
| ------------- | ---------------------------- | ------------------------------------------------------------------- | ---------------------------------------- |
| 1963          | Naked City                   | Phil Karshow                                                        | Serie                                    |
| 1965          | The Big Valley               |                                                                     | "The Curse of Matt Bentall" (T1, Ep. 13) |
| 1967          | The Wild Wild West           | Deke Montgomery                                                     |                                          |
| 1968          | The Virginian                | Jake Powell                                                         |                                          |
| 1968–1973     | Gunsmoke                     | Talbot / Heraclio Cantrell y padre Hernando Cantrell / Nick Skouras | 3 Episodios                              |
| 1967          | Mission: Impossible          | David Redding                                                       | "The Photographer"                       |
| 1969          | Mission: Impossible          | Cnel. Helmut Kellerman                                              | "Live Bait"                              |
| 1969          | Mission: Impossible          | Cnel. Alex Vorda                                                    | "The Amnesiac"                           |
| 1969          | Bonanza                      | John Spain                                                          | "A Ride in the Sun"                      |
| 1969          | Mannix                       | Jefe Walt Finley                                                    | "Death in a Minor Key"                   |
| 1970          | Mission: Impossible          | Eric Schilling                                                      | "The Amateur"                            |
| 1971          | Mission: Impossible          | Reece Dolan                                                         | "The Connection"                         |
| 1972          | Mannix                       | James Conway                                                        | "Cry Silence"                            |
| 1972, 1973    | Cannon                       |                                                                     | 3 Episodios                              |
| 1973          | The Streets of San Francisco | Eddie Whitney                                                       |                                          |
| 1973 and 1974 | Kung Fu                      | Rafe / Paul Klempt                                                  |                                          |
| 1974          | Hawaii Five-O                | Cord McKenzie                                                       | "Mother's Deadly Helper"(T6, Ep 22)      |
| 1975–1976     | Harry O                      | Tte. KC Trench, 30 total episodes                                   | (T1, después de Ep. 14). (T2)            |
| 1976          | Once an Eagle                | Dave Shifkin                                                        |                                          |
| 1976–1977     | How the West Was Won         | Martin Grey / Provost Marshal Cap. Martin Grey                      |                                          |
| 1977          | The Red Hand Gang            |                                                                     |                                          |
| 1978          | The Rockford Files           | Jack Skowron                                                        | "The Gang at Don's Drive-In"             |
| 1978          | Centennial                   | Mervin Wendell                                                      |                                          |
| 1982          | Little House on the Prairie  | Dr. Joshua McQueen                                                  | “The Wild Boy”                           |
| 1984          | George Washington            | General St. Pierre                                                  |                                          |
| 1985          | A.D.                         | Pontius Pilate                                                      | Miniserie                                |
| 1985          | Highway to Heaven            | Jabez Stone in "The Devil and Jonathan Smith"                       |                                          |
| 1986          | Dream West                   | Bill Williams                                                       |                                          |
| 1986          | One Police Plaza             |                                                                     |                                          |
| 1986          | North and South, Book II     | Gral. Ulysses S. Grant                                              |                                          |
| 1987          | The Equalizer                | Phillipe Marcel                                                     | "Memories of Manon"                      |
| 1988          | Baja Oklahoma                | Ole Jeemy Williams                                                  |                                          |
| 1988          | Onassis                      | Livanos                                                             | "The Richest Man in the World "          |
| 1989          | Columbo                      | Max Dyson                                                           | "Columbo Goes to the Guillotine"         |
| 1989–1992     | The Young Riders             | Teaspoon Hunter                                                     |                                          |
| 1994          | Murder, She Wrote            | Matt Matthews                                                       | "Murder of the Month Club"               |
| 1994          | Tales from the Crypt         | Arnie Grunwald                                                      | "Revenge is the Nuts"                    |
| 1996          | Walker Texas Ranger          | Joey Galloway                                                       | "Break In"                               |
| 1997          | Asteroid                     | Dr. Charles Napier                                                  |                                          |
| 2000          | Frasier                      | Clifford                                                            | "RDWRER"                                 |
| 2004          | Judging Amy                  | Juez Henry Sobel                                                    | "Accountability"                         |